# 巡邏艇

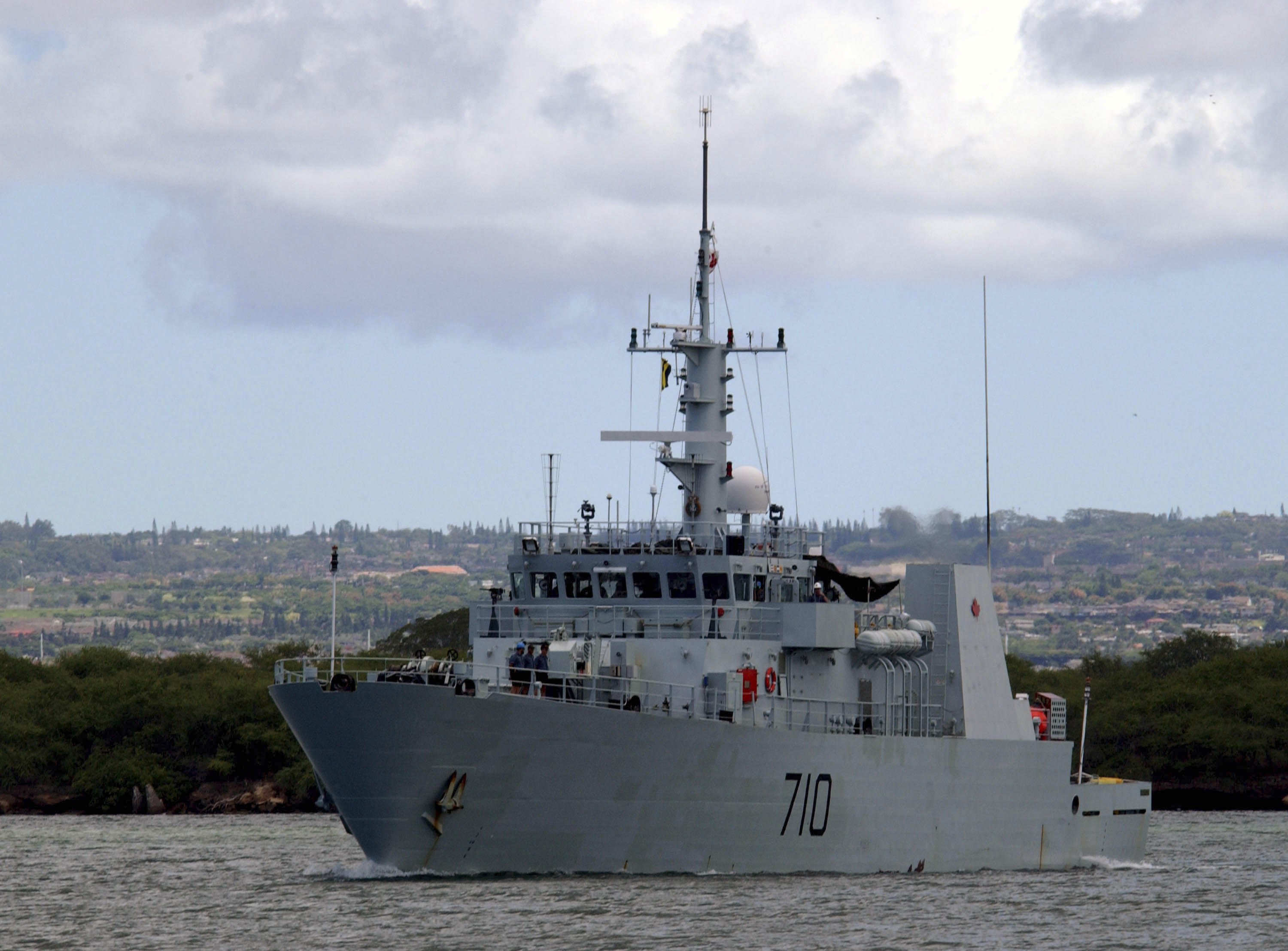
加拿大海軍巡邏艇

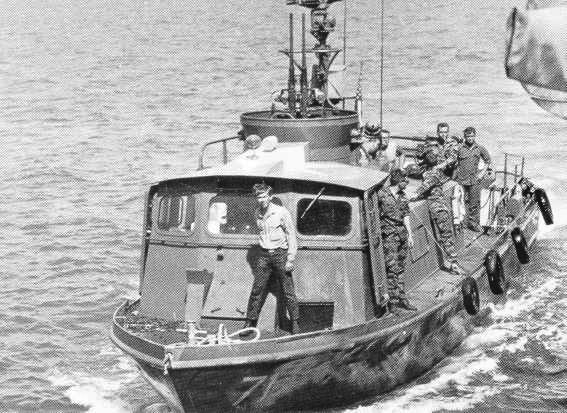
越戰美軍河上巡邏艇

巡邏艇（英語：gunboat），參照《美華軍語辭典》應譯作砲艇或砲艦，是以重機槍为主要武器，用于近海作战的小型战斗舰艇。可担负巡逻、警戒、布雷等任务。許多國家甚至不以配備於軍隊，而是準軍事的海岸巡邏隊或警察，用於查緝的日常勤務。
巡邏艇吨位小，航速高，机动灵活，排水量通常为数十吨至数百吨，航行速度30到40节，有的可达50节，续航能力500－3000海里。有些快艇還加裝20至76毫米口徑舰炮，噸位較大的快艇還可能包含水雷及深水炸弹等。搭配的感測系統有搜索、探测、武器控制、通信导航、电子作戰等。

## 歷史
巡邏艇於第二次世界大戰前就有被使用，與小型艇用引擎幾乎同時出現。

## 各國概况

### 美国
- 美国海岸警卫队的巡逻艇大于20米的称为Cutter（传统上指独桅纵帆船），小于20米的称为boat。

## 外部連結
- Saar